# Imanol Erviti
Imanol Erviti Ollo (* 15. November 1983 in Pamplona) ist ein ehemaliger spanischer Radrennfahrer.

## Sportliche Laufbahn
Imanol Erviti wurde 2005 Profi bei Illes Balears-Caisse d’Epargne und blieb bei diesem Team, welches in den Folgejahren unter verschiedenen Namen firmierte.
Erviti galt während seiner Zeit als Radrennfahrer als guter Helfer, der auch eigene Erfolge erzielen kann. Bei der Vuelta a España 2008 und 2010 gewann Erviti jeweils eine Etappe. Im April 2016 belegte Erviti bei der Flandern-Rundfahrt Rang sieben. Damit war er nach Juan Antonio Flecha im Jahre 2008 der zweite Spanier, dem es gelang, bei diesem Klassiker unter die ersten Zehn zu fahren. Im selben Jahr belegte er bei Paris–Roubaix Platz neun.
Nach Ablauf der Saison 2023 beendete Erviti seine Laufbahn als Radsportler.

## Erfolge
2004
- eine Etappe Vuelta a Navarra

2007
- Mannschaftszeitfahren Tour Méditerranéen
- Mannschaftszeitfahren Katalonien-Rundfahrt

2008
- eine Etappe Vuelta a España

2009
- Mannschaftszeitfahren Tour Méditerranéen

2010
- eine Etappe Vuelta a España

2011
- Vuelta a La Rioja

2012
- Mannschaftszeitfahren Vuelta a España

2014
- Mannschaftszeitfahren Vuelta a España

## Grand-Tour-Platzierungen
| Grand Tour            | 2006 | 2007 | 2008 | 2009 | 2010 | 2011 | 2012 | 2013 | 2014 | 2015 | 2016 | 2017 | 2018 | 2019 | 2020 | 2021 | 2022 | 2023 |
| --------------------- | ---- | ---- | ---- | ---- | ---- | ---- | ---- | ---- | ---- | ---- | ---- | ---- | ---- | ---- | ---- | ---- | ---- | ---- |
| Giro d’ItaliaGiro     | 81   | –    | –    | –    | –    | –    | –    | –    | –    | –    | –    | –    | –    | –    | –    | –    | –    | –    |
| Tour de FranceTour    | –    | –    | –    | –    | 77   | 88   | DNF  | 118  | 81   | 115  | 108  | 92   | 77   | 99   | 74   | 67   | DNF  | –    |
| Vuelta a EspañaVuelta | –    | 62   | 99   | 100  | 78   | 126  | 132  | 102  | 63   | 100  | 84   | –    | 92   | 64   | 47   | 66   | –    | 78   |